# Ulanen-Regiment „Großherzog Friedrich von Baden“ (Rheinisches) Nr. 7

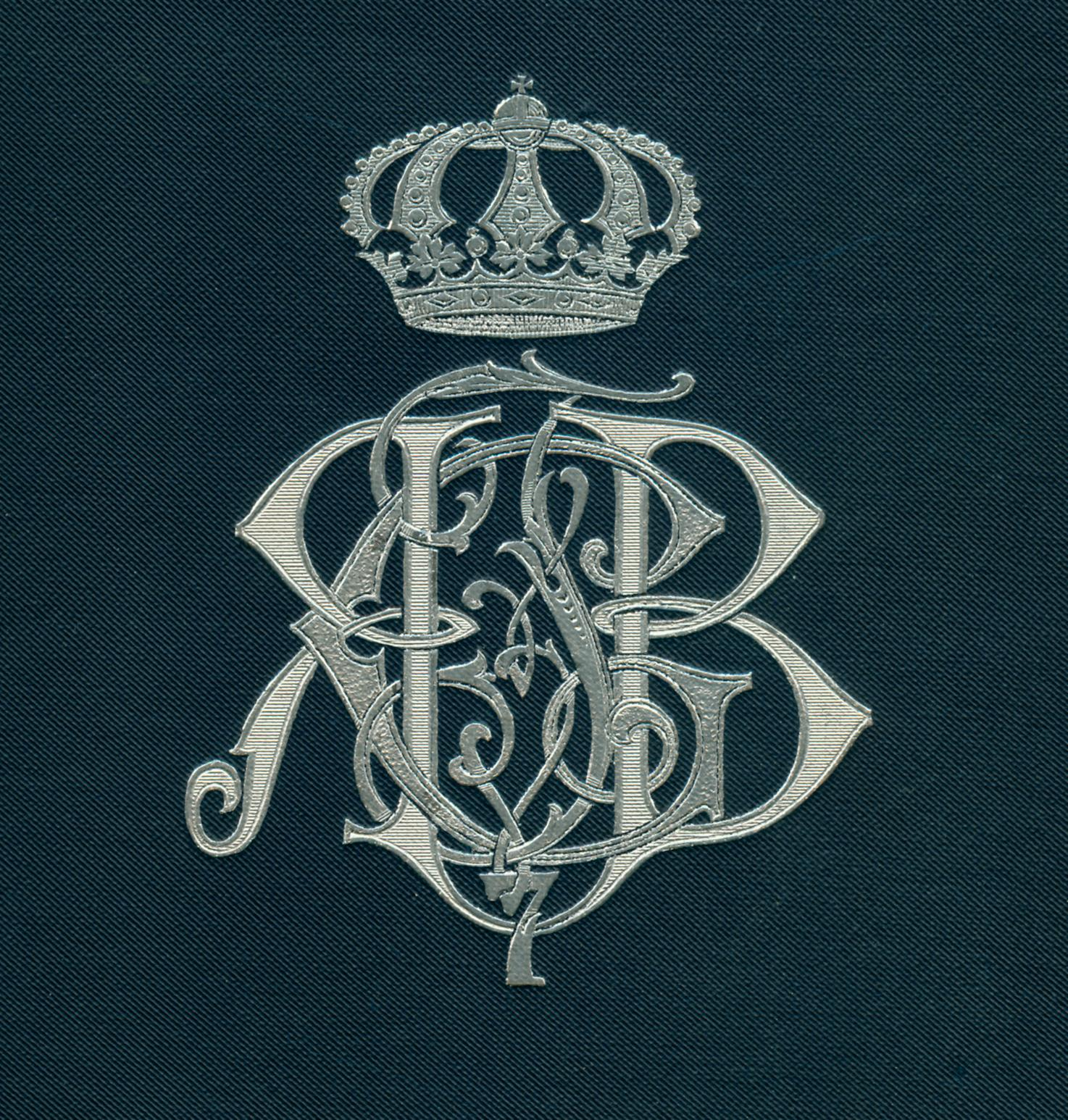
Signum des Ulanen-Regimentes „Großherzog Friedrich von Baden“ (Rheinisches) Nr. 7

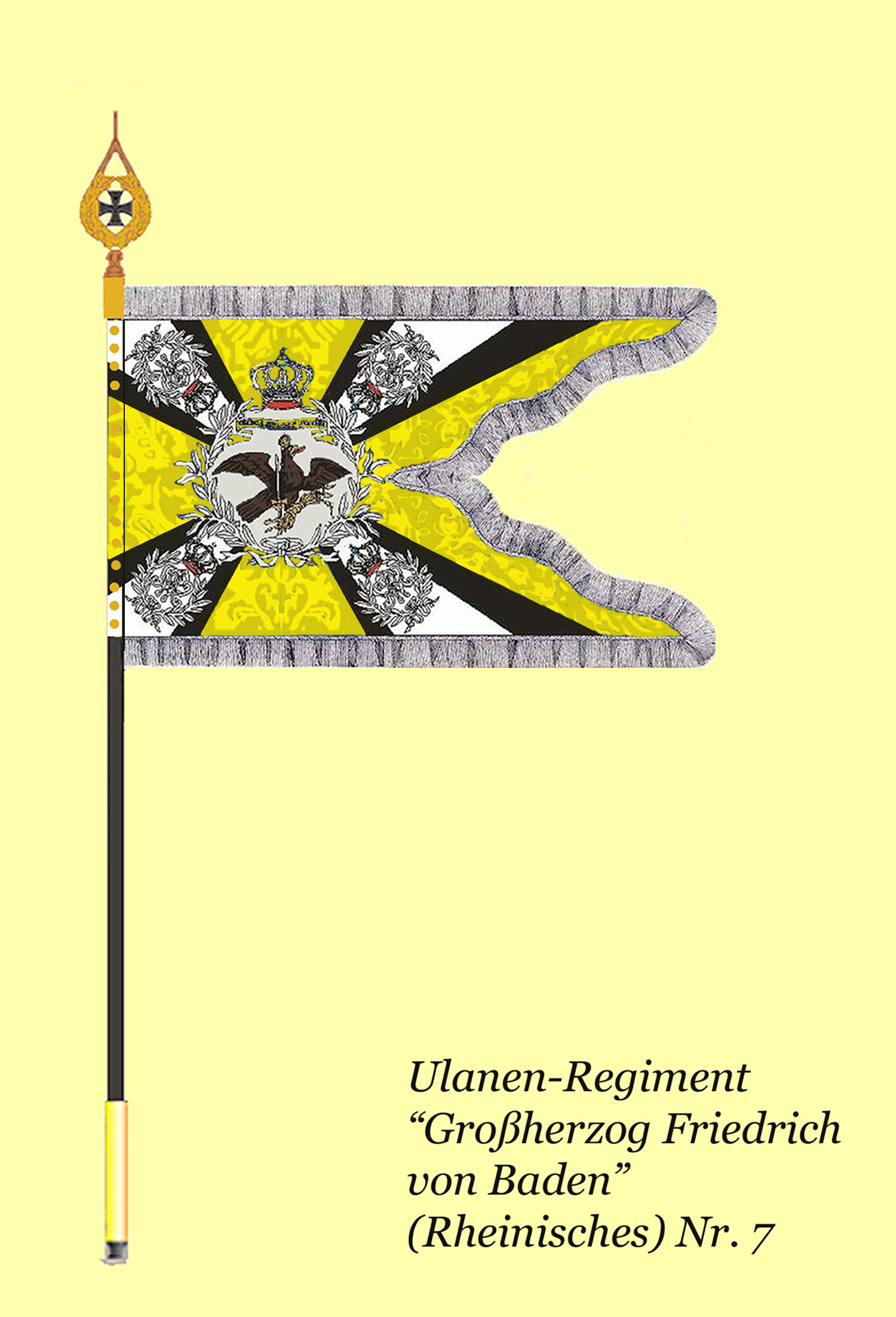
Standarte des Ulanen-Regimentes „Großherzog Friedrich von Baden“ (Rheinisches) Nr. 7

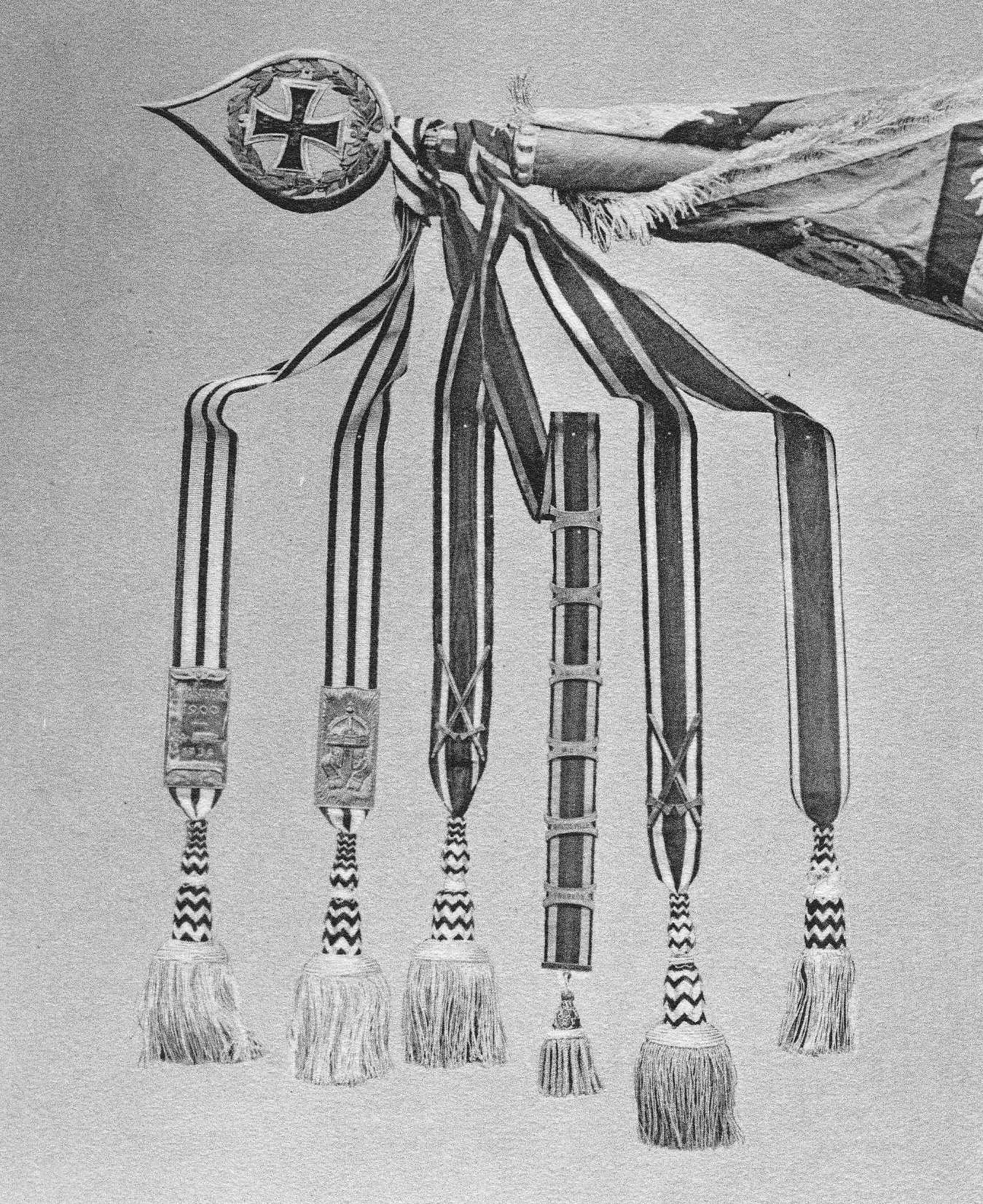
Fahnenbänder der Standarte: v.l.: Fahnenband in schwarz und silber; Band des Erinnerungskreuzes von 1866 mit Schwertern; Band der Kriegsdenkmünze von 1870/71 mit Spangen von Forbach, Noisseville, Metz, Amiens, Longpré u. St. Quentin; Band des Militärehrenzeichens für den Feldzug in Baden mit Schwertern; Band der Kriegsdenkmünze 1815

Das Ulanen-Regiment „Großherzog Friedrich von Baden“ (Rheinisches) Nr. 7 war ein preußischer Kavallerieverband mit Garnison in Bonn, Saarlouis und Saarbrücken.
Die Wurzeln des Regimentes lassen sich bis 1734, auf zwei Schwadronen des sächsischen Prinz-Clemens-Ulanen-Regiments zurückführen. Aus diesem Grunde ließ Kaiser Wilhelm II. durch A.K.O. das Gründungsdatum des Regimentes auf den 14. April 1734 zurückdatieren, so dass am 14. April 1909 das 175-jährige Jubiläum des Regimentes gefeiert werden konnte.

## Geschichte
Das Regiment wird durch A.K.O. am 7. März 1815 gegründet. Am 10. Mai 1816 erfolgte die feierliche Übergabe der Standarte an das Regiment. Bereits am 8. Mai abends wurde die Nagelung der Standarte vorgenommen. Dabei schlug der Brigadekommandeur Oberst von Borstell drei, jeder Eskadronchef zwei und jeder Leutnant je einen Nagel ein. Die Standarte wurde im Anschluss an die feierliche Einsegnung dem Standartenträger der 3. Eskadron übergeben. Erstmals paradiert das Regiment im Jahr darauf an König Friedrich Wilhelm III. in Douzy vorbei. Die Leistungen des Verbandes im anschließenden Manöver brachten ihm die Anerkennung des Königs ein.
1818 wurde das Regiment dem VIII. Armee-Korps zugewiesen und trat am 2. November den Marsch in die Rheinprovinz an. Bis 1819 war das Regiment provisorisch in der Gegend um Siegburg einquartiert. Dies erschwerte die kriegmäßige Ausbildung und die geordnete Unterbringung der Pferde sehr. Am Ende des Jahres zog das Regiment noch einmal in die Gegend um Euskirchen, Zülpich und Bergheim um. Am 28. September 1820 bezogen die Ulanen Bonn als neue Garnison. Dabei übernahm es die kurfürstlichen Stallungen, die dazugehörige Reitanlage und als Quartier die Welschnonnenkaserne. Im Jahr darauf wurde dem Regiment anlässlich der großen Königsrevue die allerhöchste Anerkennung zuteil.

### 1825
Das schwarze Lederzeug wird durch weißes ersetzt.

### 1830
Durch die Julirevolution in Frankreich sah sich Preußen veranlasst Truppen an die Grenze zu verlegen. In der Nacht zum 1. September erhielt das Regiment den Befehl zum sofortigen Abmarsch. Es verlegte in die Gegend von Aachen und übernahm dort zusammen mit der 4. Schützenabteilung, dem 28. Infanterie-Regiment und vier Geschützen unter dem Kommando des Generals von Pfuel den Schutz der Grenze. Die 3. Eskadron wurde nach Eupen entsandt. Nachdem das IV. Armee-Korps ebenfalls in die Gegend um Aachen nachgerückt war, sollten das 7. Ulanen-Regiment und das 28. Infanterie-Regiment nach Trier verlegt werden. Auf ein dringendes Bittgesuch der Stadt und der Universität Bonn hin wurde davon jedoch abgesehen und das Regiment durfte wieder in seine alte Garnison zurückkehren. Der erhöhte Kriegsetat von 702 Pferden wurde beibehalten.

### 1834
Wegen der Unruhen an den Grenzen wurde veranlasst, dass vom 7. Ulanen-Regiment und dem 4. Dragoner-Regiment je eine Schwadron zur Bundesfestung Mainz abkommandiert wurde. Dieses Kommando dauerte bis 1847.

### 1839
Wegen der Unruhen in Belgien machte das VII. und VIII. Armee-Korps mobil. Das Regiment entsandte eine Abteilung von 70 Pferden unter dem Kommando des Premierleutnants von Schmidhals nach Aachen.

### 1848
Anfang März wurde die Kriegsstärke auf 602 Mann und Pferde erhöht. Anschließend wurde das Regiment an die Nahe verlegt, um Grenzdienst zu verrichten. Diesen Dienst verrichtete das Regiment im Nahetal und im Hunsrück fast fünf Monate lang. Quartier während dieser Zeit war hauptsächlich Kreuznach und Sobernheim. Die bloße Anwesenheit des Ulanen-Regimentes sorgte hier oft schon für Ruhe und Ordnung und die Eindämmung revolutionärer Stimmung in der Bevölkerung. Das Regiment musste dazu keine Waffengewalt anwenden.

### 1849
Das Regiment machte im Mai wegen der Unruhen in Süddeutschland mobil und verlegte, zuerst mit zwei Eskadronen, in die Gegend um Kastellaun. Der Stab und die beiden anderen Eskadronen folgten darauf. Als Teil der Reservekavallerie des I. Armeekorps am Rhein überschritt das Regiment die hessische Grenze am 13. Juni 1849. Bei Kirchheimbolanden wurde am 14. Juni bei einem Gefecht mit Aufständischen ein Ulan verwundet. Durch das schnelle Zurückweichen der Aufständischen kam es jedoch zu keinen größeren Kampfhandlungen. Im Anschluss an dieses Ereignis wurde die Festung Landau entsetzt und der Rhein bei Germersheim am 20. Juni überschritten.
Kurz nach dem Übergang gab es ein kurzes Gefecht bei Wiesenthal, in dessen Verlauf Prinz Friedrich Karl verwundet wurde. Am Tag darauf wurden die 1. und 2. Eskadron zur Erkundung gegen Karlsruhe entsandt. Sie stießen auf keine feindlichen Truppen. Am 23. Juni entsandte man dann die 3. und die 4. Eskadron Richtung Heidelberg, während die beiden anderen Schwadronen Richtung Ubstadt in Marsch gesetzt wurden. Dort gerieten sie in heftiges Artillerie- und Infanteriefeuer, verloren aber lediglich ein Pferd.
Nach der Einschließung von Rastatt löste sich der Widerstand der Revolutionäre langsam auf. Das Regiment hatte an Verlusten drei verwundete Ulanen, zwei verletzte und drei tote Pferde. Das Regiment ritt im Juli Patrouillen, die Teile davon bis Freiburg, Offenburg, Lahr und Kehl und im Schwarzwald sogar bis Lörrach gelangen ließen.

### 1850/65
Das Regiment kehrte am 9. Dezember 1850 nach Bonn zurück. Weil Teile seiner Garnison durch das 28. Landwehr-Kavallerie-Regiment belegt sind, bezieht es Quartier in den umliegenden Ortschaften. Durch A.K.O. vom 6. Februar 1851 wurde die Verlegung des Regiments von Bonn nach Saarbrücken (1. und 2. Eskadron) und Saarlouis (3. und 4. Eskadron) angeordnet. Das Bedauern darüber war auf allen Seiten sehr groß. Das Regiment hatte sich während seiner Zeit in Bonn die Sympathie der Bevölkerung erworben. Die Ulanen erhielten nun als Bewaffnung die Pistole M/50 (es entfielen die Steinschlosspistolen, der Karabiner und die Büchse) und der Säbel ohne Korb wurde im darauf folgenden Jahr durch den Kavalleriesäbel M/52 ersetzt.

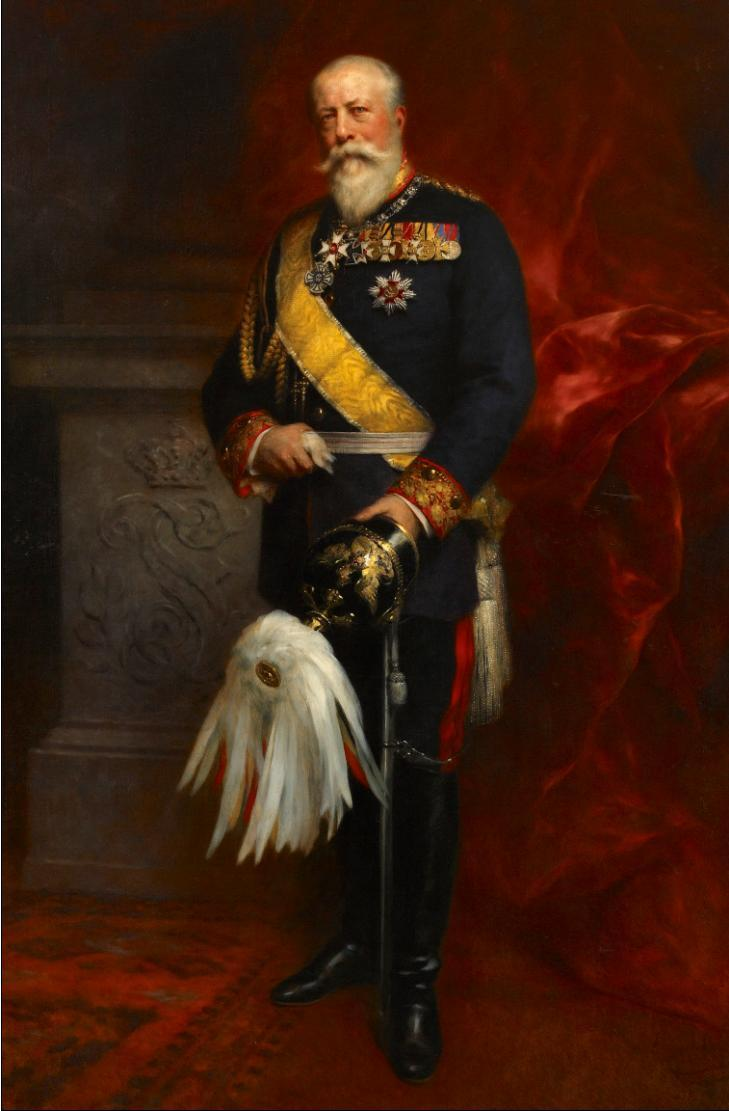
Regimentschef Friedrich I.

Am 20. Juli 1852 ernannte König Friedrich Wilhelm IV. den badischen Regenten und späteren Großherzog Friedrich I. zum Regimentschef. Der Verband erhielt durch A.K.O am 4. Juli 1860 die Bezeichnung Rheinisches Ulanen-Regiment (Nr. 7). Anlässlich der Krönung König Wilhelms entsandte man am 18. September 1861 die Regimentsstandarte nach Königsberg. Am 25. März 1865 beging das Regiment sein 50-jähriges Jubiläum.

### Deutscher Krieg 1866
Das Regiment machte am 6. Mai mobil. Aus allen Teilen der Rheinprovinz wurden Reservisten eingezogen. 247 Pferde mussten auf dem freien Markt beschafft und schnellstmöglich für die Armeeverwendung trainiert werden. Am 18. Mai war das 7. Ulanen-Regiment abmarschbereit. Am 19. Mai verlegte das Regiment mit der Eisenbahn zuerst nach Koblenz und anschließend nach Halle. Am 4. Juni wurde der Marsch an die preußisch-sächsische Grenze vollzogen. Am 15. Juni, dem Tage der Kriegserklärung, standen der Stab und das 3. und 4. Eskadron, der 16. Division zugehörig, in der Nähe von Burgdorf. Die 1. Eskadron war zur Füsilier-Brigade unter Oberst von Wegener und die 2. Eskadron zur 31. Infanterie-Brigade unter General von Schöler kommandiert.
Das Regiment zog am 18. Juni mit klingendem Spiel und entrollter Standarte in Dresden ein, da die sächsischen Truppen sich Richtung böhmischer Grenze zurückgezogen hatten. Am 3. Juli, dem Tag der Schlacht bei Königgrätz, wurde das Regiment zur Sicherung der letzten Marschkolonnen nach hinten befohlen und hatte keinen Anteil an der Schlacht. Die 3. Eskadron wurde der reitenden Batterie „Caspari“ zugeteilt, die 2. und 4. zum Schutz der Batterien bei Neu-Prim. Die 1. Eskadron wurde zur Aufrechterhaltung der Verbindung zur 14. Division abgestellt. Im Verlauf des weiteren Vormarsches stellte das Regiment des Öfteren die Vorhut. So waren es dann auch zwei Züge des Regiments, die am 21. Juli zuerst Wien erblickten.
Nach dem Vorfrieden am 26. Juli verlegten die Teile des Regiments wieder zurück in ihre Garnison. Über Rodnitz nach Pilsen, von wo dann der weitere Transport per Eisenbahn erfolgte. Das 3. und 4. Eskadron sowie der Stab gingen nach Saarbrücken, 1. und 2. Eskadron nach Saarlouis in Garnison. Am 9. Oktober kam der Befehl zur Demobilisierung. Aus den Linien-Eskadronen und den Reserveeskadronen wurden fünf gleichwertige Eskadronen gebildet. Die neue 5. Eskadron übernahm Rittmeister von Waldow. Er wurde mit dieser Eskadron zum neuen Altmärkischen Ulanen-Regiment Nr. 16 kommandiert, wo es als 4. Eskadron eingegliedert wurde.

### 1866/69
In diesen Jahren verlor das Regiment außergewöhnlich viele gut ausgebildete Reitpferde durch diverse Pferdekrankheiten. Das Kriegsministerium bewilligte daraufhin die Beschaffung von außerordentlichen Remonten als Ersatz.

### Deutsch-Französischer Krieg 1870/71
Am 15. Juli 1870 erreicht das Regiment die falsche Nachricht, dass der Krieg erklärt sei. Ulanen und das Füsilier-Bataillon 69 sollen sofort aus Saarbrücken abrücken. Um 3 Uhr Morgens am 16. Juli rücken beide Truppenteile ab. Die Bevölkerung von Saarbrücken reagiert verängstigt bis panisch, besonders auch deswegen, weil das Vorratsmagazin des Regiments für die Einwohner geöffnet wird, damit den Franzosen nichts davon in die Hände fallen sollte. Am 17. Juli herrscht im Großen Hauptquartier Verwirrung über den Zustand an der Grenze bei Saarbrücken. Moltke ist nicht darüber informiert, ob der Feind bereits vorgerückt ist und Saarbrücken schon von den Franzosen besetzt sei. Mehrere Depeschen gehen von Ottweiler, dem momentanen Rückzugsort des Regimentes nach Berlin, Koblenz und Trier. Major von Pestel meldet fast stündlich an von Moltke, von Barnekow, von Witzendorff und von Herwarth. Von ihnen erhält er im gleichen Rhythmus sich teils widersprechende Depeschen.
Pestel lässt in Richtung Saarbrücken aufklären und rückt gegen 16 Uhr wieder in Saarbrücken ein. Die Ulanen sind zu diesem Zeitpunkt so gut wie wehrlos. Außer ihren Lanzen und Säbeln besitzen sie nichts um gegen den eventuellen Gegner vorzugehen. Ihre Pistolen waren wertlos, da sämtliche Munition zu Anfang des Monats Juli bei Schießübungen verbraucht wurde. In der Nacht vom 17. auf den 18. Juli stößt das II. Bataillon des Hohenzollernschen Füsilier-Regiments Nr. 40 als Verstärkung zu den Ulanen.
Ab dem 18. Juli gehen Ulanen und Füsiliere gemeinsam auf Patrouille und besetzen diverse Vorpostenstellungen rund um Saarbrücken. Am 19. Juli gegen 5 Uhr morgens kommt es zum ersten Gefecht. Eine preußische Patrouille wird bei Stieringen beschossen. Nachdem es drei Eskadronen nicht gelungen ist die Franzosen zu einem größeren Gefecht zu reizen, ziehen sich die preußischen Ulanen nach Saarbrücken zurück. Eine Patrouille bestehend aus Wachtmeister Schranz, einem Gefreiten und zwei Ulanen behält Fühlung zum Feind. Sie trifft auf einen halben Zug unter Führung eines Offiziers. Wachtmeister Schranz gibt den ersten (deutschen) Schuss dieses Krieges auf den französischen Offizier ab. Der Offizier bleibt unverletzt. (Sehr wahrscheinlich weil die Pistole des Wachtmeisters lediglich mit einer Platzpatrone geladen war. Zu diesem Zeitpunkt war zum großen Teil noch immer keine scharfe Munition für die Pistolen der Ulanen verfügbar. Die Platzpatronen sollten immerhin als Alarmierungsinstrument genutzt werden.) Um 17 Uhr trifft beim Regiment das Telegramm aus Berlin ein, dass der Krieg von Frankreich um 13:30 Uhr erklärt worden sei.
Während der nächsten zwei Wochen versieht das Regiment mit den Füsilieren Grenzwachtdienst. Eine Patrouille unter Premierleutnant von Voigt zerstört dabei Teile der Eisenbahnlinie Saargemünd-Hagenau, um ein Vorgehen der Franzosen über die Saar zu verhindern. Um größere Truppenansammlungen vorzutäuschen, unterhalten die Ulanen große, symmetrisch angelegte Feuer auf den Hügeln bei St. Johann, hinter Saarbrücken. Ebenfalls als Kriegslist wird die Verkleidung der Ulanen mit Papierkragen, Helmen der Feuerwehr, Drillichkleidung und den Pickelhauben der Füsiliere angewandt. Die Franzosen fallen auf beide Täuschungen herein und melden eine falsche Anzahl und Zusammensetzung feindlicher Soldaten in Saarbrücken und Umgebung. Auch deshalb rücken sie nicht weiter vor, sondern befestigen sogar ihre Stellungen, namentlich auf dem Roten Berg bei Spichern und warten auf weitere Verstärkungen. Während des Patrouillen- und Vorpostendienstes bekommt das Regiment auch seine Zugehörigkeit für den weiteren Kriegsverlauf. Es wird der 1. Armee unter General von Steinmetz zugewiesen. Dort untersteht es der 6. Kavallerie-Brigade unter Generalmajor von Mirus, die wiederum der 3. Kavallerie-Division unter Generalleutnant von der Groeben angehört.
Am 30. Juli ist die französische Übermacht so groß, dass das Große Hauptquartier den sinnlosen Verlust des Füsilierbataillons und der Ulanen befürchtet und den Befehl zum Rückzug gibt. Der zwischenzeitlich zum Oberstleutnant beförderte Pestel meldet daraufhin, dass der Feind wahrscheinlich nicht angreifen wird und er weiterhin die Stellung zu halten wünsche. Moltke lenkt ein und telegrafiert, dass er mit von Pestels Absicht einverstanden ist. Pestel meldet am 31. Juli nach Berlin:
General Moltke, Berlin – Stellung wieder eingenommen, Werde Position unter allen Umständen halten, selbst ohne Verstärkung, da Eisenbahn und Telegraph sonst aufhören. Bitte um Zutrauen.
Am 2. August rücken die Franzosen mit ca. 20.000 Soldaten nach Saarbrücken vor. Die Ulanen und Füsiliere werden nun doch noch eiligst zurückbeordert. Der Bürgermeister von Saarbrücken Johann Carl Schmidtborn wird beinahe füsiliert, weil die Franzosen ihm nicht glauben, dass nur rund 900 Soldaten einen fast zwanzigfach überlegenen Gegner 14 Tage lang aufgehalten haben und denken, dass der Bürgermeister sie verspotten wollte.
Das Ulanen-Regiment Nr. 7 schloss sich weisungsgemäß am 3. August der 3. Kavallerie-Division, die sich zwischen Losheim und Lebach sammelte. Die 3. Kavallerie-Division unter Generalleutnant von der Groeben bestand aus:
- 6. Kavallerie-Brigade (Generalmajor von Mirus)

Rheinisches Kürassier-Regiment Nr. 8 mit vier Eskadronen
Rheinisches Ulanen-Regiment Nr. 7 mit vier Eskadronen
- 7. Kavallerie-Brigade (Generalmajor Graf zu Dohna)

Westfälisches Ulanen-Regiment Nr. 5 mit vier Eskadronen
2. Hannoversches Ulanen-Regiment Nr. 14 mit vier Eskadronen
- 1. Reitende Batterie Feldartillerie-Regiment Nr. 7 mit sechs Geschützen

Schon am 4. August marschierte das Regiment in Richtung Tholey und von dort weiter Richtung Grenze. Am 11. August kam vom Großen Hauptquartier der bindende Befehl, die beiden Kavallerie-Divisionen vor die Front zu nehmen. Ab dem 13. August klärten die 7. Ulanen gegen Metz und Diedenhofen als Avantgarde auf. Während der Belagerung von Metz versahen die Ulanen hauptsächlich Vorposten- und Verbindungsdienst. Außerdem ritten Ulanen des Regiments Patrouillen mit dem Ziel, französische Gefangene einzubringen, die dann über den Zustand in der belagerten Festung berichten sollten. Am 6. September erhält Oberstleutnant von Pestel das Eiserne Kreuz II. Klasse für seine Verdienste bei der Grenzwacht nach Ausbruch des Krieges. Am 28. September wurden die Ulanen beim Vorpostendienst vor Metz durch das Ulanen-Regiment Nr. 14 abgelöst. Das Regiment sicherte nun unter anderem den rückwärtigen Raum und verblieb in der Nähe der Festung. Am 27. Oktober nahmen sie einen Offizier der Garde Nationale in Hennemont fest, der mit einem Ballon aus Paris entkommen war.
Nach dem Fall von Metz verlegte das Regiment ins nördliche Frankreich. Ihre Aufklärungstätigkeit wurde nun in den Argonnen und am linken Maasufer benötigt. Außerdem waren Einheiten des Regimentes bei der Schlacht um Amiens beteiligt, wenn auch in unbedeutendem Maße. Die Ulanen versahen weiterhin Aufklärungsritte, namentlich in Richtung L'Etoile und Longpré. Später dann in Richtung Monchy au Bois und Pozières. Nach der Schlacht um St. Quentin nahmen die Ulanen die Verfolgung der entkommenen französischen Truppen auf. Das Regiment lag vor Cambrai als am 31. Januar um 12 Uhr Mittags die Meldung über den dreiwöchigen Waffenstillstand eintraf. Die Ulanen wurden Teil der Okkupationsarmee.
Am 1. April wurden die Regimenter wieder auf Friedensstärke reduziert und die Reserveoffiziere und Mannschaften rückten ab. Am 24. Mai wurde durch A.K.O. bestimmt, dass die 3. Kavallerie-Division aufgelöst würde. Das Regiment erhielt den Marschbefehl Richtung Diedenhofen. Am 30. Juni rückt das Regiment wieder in seine Garnisonen in Saarlouis und Saarbrücken ein.

### 1872
Die Standarte erhält am 26. Mai die durch A.K.O. vom 16. Juni 1871 eingeführte Spitze mit dem Eisernen Kreuz.
Jede Eskadron erhält 32 französische Chassepotgewehre als zusätzliche Bewaffnung.

### 1873
Die Mannschaften werden mit dem Kavallerie-Säbel ohne Korb ausgestattet.

### 1876
Der Kavallerie-Karabiner 71 ersetzt die französischen Beutegewehre.

### 1878
Das Regiment bezieht die neue Garnison Saarburg.

### 1881
Die einschüssige Perkussionspistole wird durch den Kavallerierevolver M/79 ersetzt.

### 1890
Die hölzern geschäfteten Lanzen werden gegen Stahlrohrlanzen ausgetauscht. Außerdem wird an alle Kavallerie-Einheiten mit Ausnahme der Kürassiere der Kavalleriedegen 89 ausgegeben.

### 1896
Das Regiment bezieht wieder die alte Garnison in Saarbrücken.

### 1899
Durch A.K.O. vom 29. August wird der Gründungstag des Regimentes auf den 14. April 1734 zurückdatiert.

### Boxeraufstand 1900
Von den Offizieren, Unteroffizieren und Mannschaften der 7. Ulanen melden sich viele freiwillig, um an der Strafexpedition gegen die aufständischen Boxer teilzunehmen. Es werden aber lediglich ein Unteroffizier und 10 Ulanen dazu ausgewählt und dem ostasiatischen Reiterheer und der ostasiatischen Haubitzen- und Munitionskolonne zugewiesen.

### 1912/13
Am 1. Oktober 1912 schied das Regiment aus dem VIII. Armee-Korps aus und trat zum Generalkommando XXI. Armee-Korps in Saarbrücken über. Durch A.K.O. vom 16. Juni 1913 verleiht Kaiser Wilhelm II. in Anerkennung der militärischen Verdienste 1870/71 im Krieg gegen Frankreich folgende Ehrung:

„Aus Anlaß Meines fünfundzwanzigjährigen Regierungsjubiläums verleihe ich dem Ulanen-Regiment Großherzog Friedrich von Baden (Rhein.) Nr. 7 zu den Tschapkas den Gardeadler ohne Stern. Das Kriegsministerium hat diese Auszeichnung der Armee bekannt zu geben und wegen der Proben das Erforderliche zu veranlassen. Berlin, den 16. Juni 1913.“

Das Regiment war neben den Königs-Ulanen der einzige Linien-Kavallerie-Truppenteil der preußischen Armee, der diesen Adler trug.

### Erster Weltkrieg 1914/18
Der Gefechtskalender des Regiments verzeichnet für den Ersten Weltkrieg die Teilnahme u. a. an folgenden Kampfhandlungen:
- August bis September 1914: Schlacht in Lothringen und nachfolgende Gefechte
- September bis Oktober 1915: Kämpfe um Saint-Quentin und Arras
- September bis Dezember 1914: 3. und 4. Eskadron: Kämpfe um Arras
- Dezember 1914 bis Februar 1915: 3. und 4. Eskadron: Bzura, Weichselschutz vor Plozk, Winterschlacht in Masuren und Kämpfe an Bobr
- März bis April 1915: Stellungskämpfe bei Lipniki und Pupkowizna
- April bis Mai 1915: 3. und 4. Eskadron: Verlegung nach Kakau und Durchbruch bei Gorlice
- Mai bis August 1915: Stab, 1. und 5. Eskadron: Stellungskämpfe bei Augustow-Mariampol, Gefechte an der Jeszja und bei Weiwery, Belagerung von Kowno
- Mai bis Juni 1915: 3. und 4. Eskadron: Schlacht am San, Kämpfe um Przemysl
- Juni bis Juli 1915: 3. und 4. Eskadron: Schlacht bei Lemberg
- Juni bis August 1915: 3. Eskadron im Verband der 119. Infanterie-Division: Vormarsch zum Bug
- Juli bis August 1915: 4. Eskadron: Schlacht bei Hrubieszow, Schlacht an der Ucherka, Übergang über den Bug und Einnahme von Brest-Litowsk
- August bis September 1915: 4. Eskadron: Verfolgung auf Kobryn, Übergang über den Dnjepr-Bug-Kanal, Verfolgungskämpfe bis Pinsk und Logischin
- September bis Juli 1916: 4. Eskadron: Winterstellungskämpfe in den Pripjet-Sümpfen und am Stochod

## Verbleib
Nach Kriegsende verlegten die Reste des Verbandes Ende April 1919 nach Rathenow und bildete mit dem ehemaligen Husaren-Regiment „von Zieten“ (Brandenburgisches) Nr. 3 das kombinierte Reichswehr-Kavallerie-Regiment 25a der Vorläufigen Reichswehr. Im Januar 1920 wurde der Verband aufgelöst und das Reiter-Regiment 3 aus je einer Eskadron 7. Ulanen, Kürassier-Regiment „Kaiser Nikolaus I. von Russland“ (Brandenburgisches) Nr. 6, Magdeburgisches Husaren-Regiment Nr. 10, Magdeburgisches Dragoner-Regiment Nr. 6 und einem Maschinengewehrzug gebildet. Die Tradition übernahm in der Reichswehr durch Erlass des Chefs der Heeresleitung General der Infanterie Hans von Seeckt vom 24. August 1921 die 2. Eskadron des 3. (Preußisches) Reiter-Regiments in Rathenow. In der Wehrmacht führte die Tradition die 5. Eskadron des Kavallerie-Regiments 3 in Göttingen fort.

## Kommandeure
| Dienstgrad                  | Name                                             | Datum                                                           | Bild |
| --------------------------- | ------------------------------------------------ | --------------------------------------------------------------- | ---- |
| Oberstleutnant              | Karl Heinrich von Czettritz und Neuhaus          | 06. bis 11. August 1815                                         |      |
|                             | Friedrich von Falkenhausen                       | 25. August 1815 (Stelle nicht angetreten)                       |      |
| Oberstleutnant/Oberst       | Wilhelm von Raven                                | 05. Januar 1816 bis 25. März 1817                               |      |
| Major/Oberstleutnant        | Karl Friedrich Erdmann von Kracht                | 26. März bis 11. April 1817                                     |      |
| Oberstleutnant              | Viktor von Schierstedt                           | 12. April 1817 bis 17. Mai 1818                                 |      |
| Major/Oberstleutnant/Oberst | Karl Heinrich von Kurssel                        | 23. Juni 1818 bis 29. März 1835                                 |      |
| Major                       | Karl Friedrich von Flotow                        | 30. März 1835 bis 29. März 1836 (mit der Führung beauftragt)    |      |
| Oberstleutnant/Oberst       | Karl Friedrich von Flotow                        | 30. März 1836 bis 21. März 1843                                 |      |
| Oberstleutnant              | Johann von Giese                                 | 22. März 1843 bis 15. Januar 1844 (mit der Führung beauftragt)  |      |
| Oberstleutnant/Oberst       | Johann von Giese                                 | 16. Januar 1844 bis 13. Oktober 1848                            |      |
| Major/Oberstleutnant/Oberst | Karl Bernhard von Stülpnagel                     | 14. Oktober 1848 bis 24. September 1855                         |      |
| Oberst                      | Emil von Czettritz und Neuhaus                   | 29. September 1855 bis 18. Februar 1857                         |      |
| Oberstleutnant/Oberst       | Gustav von Kotze                                 | 19. Februar 1857 bis 23. Juli 1861                              |      |
| Oberstleutnant/Oberst       | Adolf von Ferentheil und Gruppenberg (1805–1894) | 24. Juni 1861 bis 12. August 1864                               |      |
| Oberstleutnant              | Rudolf Stein von Kaminski                        | 13. August 1864 bis 17. April 1865 (mit der Führung beauftragt) |      |
| Oberstleutnant/Oberst       | Rudolf Stein von Kaminski                        | 18. April 1865 bis 4. März 1869                                 |      |
| Major/Oberstleutnant/Oberst | Eduard von Pestel                                | 05. März 1869 bis 27. Mai 1874                                  |      |
| Oberstleutnant              | Maximilian Roth von Schreckenstein               | 28. Mai 1874 bis 12. August 1875                                |      |
| Oberstleutnant              | Wilhelm Rudorff                                  | 17. August 1875 bis 11. April 1877                              |      |
| Oberstleutnant              | Edwin Werckmeister                               | 12. April bis 20. Juni 1877 (mit der Führung beauftragt)        |      |
| Oberstleutnant/Oberst       | Edwin Werckmeister genannt von Oesterling        | 21. Juni 1877 bis 3. Dezember 1884                              |      |
| Oberstleutnant/Oberst       | Arnold von Langenbeck                            | 04. Dezember 1884 bis 15. Mai 1888                              |      |
| Oberstleutnant              | Roderich von Schönau-Wehr                        | 16. Mai 1888 bis 20. Juli 1889                                  |      |
| Oberstleutnant              | Peter Ziegler                                    | 21. Juli 1889 bis 16. Mai 1890                                  |      |
| Oberstleutnant              | Leonhard von und zu Egloffstein                  | 24. Mai bis 11. August 1890                                     |      |
| Oberstleutnant              | Friedrich von Schele                             | 12. August 1890 bis 27. April 1891                              |      |
| Oberstleutnant              | Hugo von Czettritz und Neuhaus                   | 28. April 1891 bis 3. April 1893                                |      |
| Oberstleutnant              | Götz von König                                   | 04. April bis 16. Juni 1893 (in Vertretung)                     |      |
| Oberstleutnant/Oberst       | Götz von König                                   | 17. Juni 1893 bis 16. Juni 1897                                 |      |
| Oberstleutnant/Oberst       | Rudolf Schultz von Dratzig                       | 17. Juni 1897 bis 21. März 1902                                 |      |
| Oberstleutnant/Oberst       | Rudolf von Fries                                 | 22. März 1902 bis 21. März 1907                                 |      |
| Oberstleutnant/Oberst       | Eduard Neven Du Mont                             | 22. März 1907 bis 8. März 1912                                  |      |
| Würt. Oberstleutnant/Oberst | Georg Keller                                     | 09. März 1912 bis 5. Juni 1916                                  |      |
| Oberst                      | Ernst von Kameke                                 | 06. Juni 1916 bis 1919                                          |      |

## Denkmäler
Das Ulanendenkmal in Saarbrücken wurde in Erinnerung an die in den Einigungskriegen gefallenen Regimentsangehörigen am 1. Juni 1913 vor dem damaligen Rathaus von Saarbrücken, dem heutigen Alten Rathaus, am Schlossplatz errichtet. Der Entwurf stammt von Professor Fritz Klimsch, den Guss führte die Berliner Bronzegießerei Hermann Noack in Berlin-Friedenau aus. Das auf einem Sockel aus rotem Sandstein stehende Reiterstandbild zeigt den nur mit einem attischen Helm bekleideten Reiter, der ursprünglich mit einem Speer in der rechten und einem Eichenlaubzweig in der linken Hand ausgestattet war. Beide Attribute verschwanden nach dem Zweiten Weltkrieg.
Das Denkmal steht heute am Staden, einem parkähnlich angelegten öffentlichen Teil des Saarufers im Zentrum von Saarbrücken.

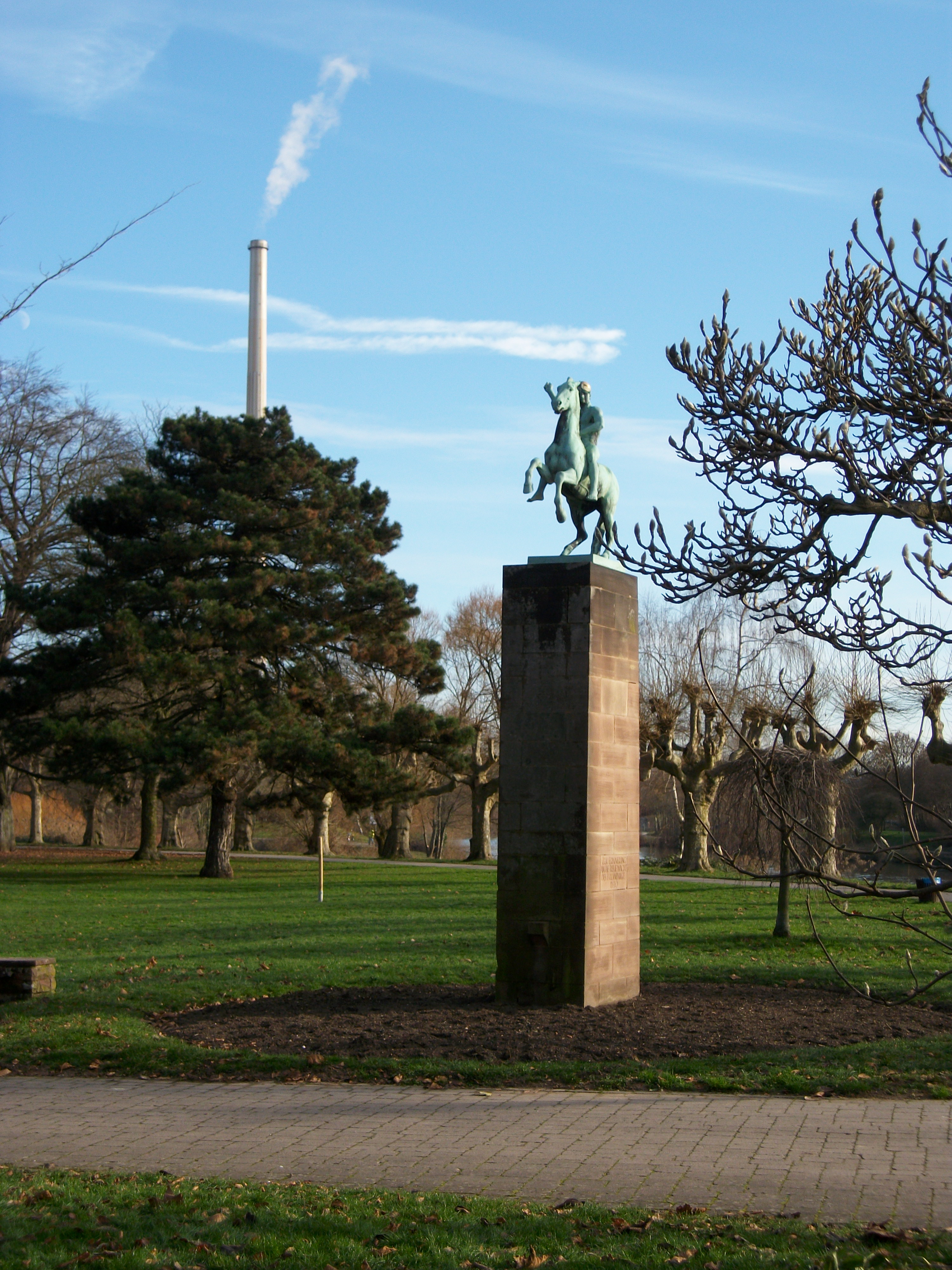
Ulanendenkmal Saarbrücken 2010
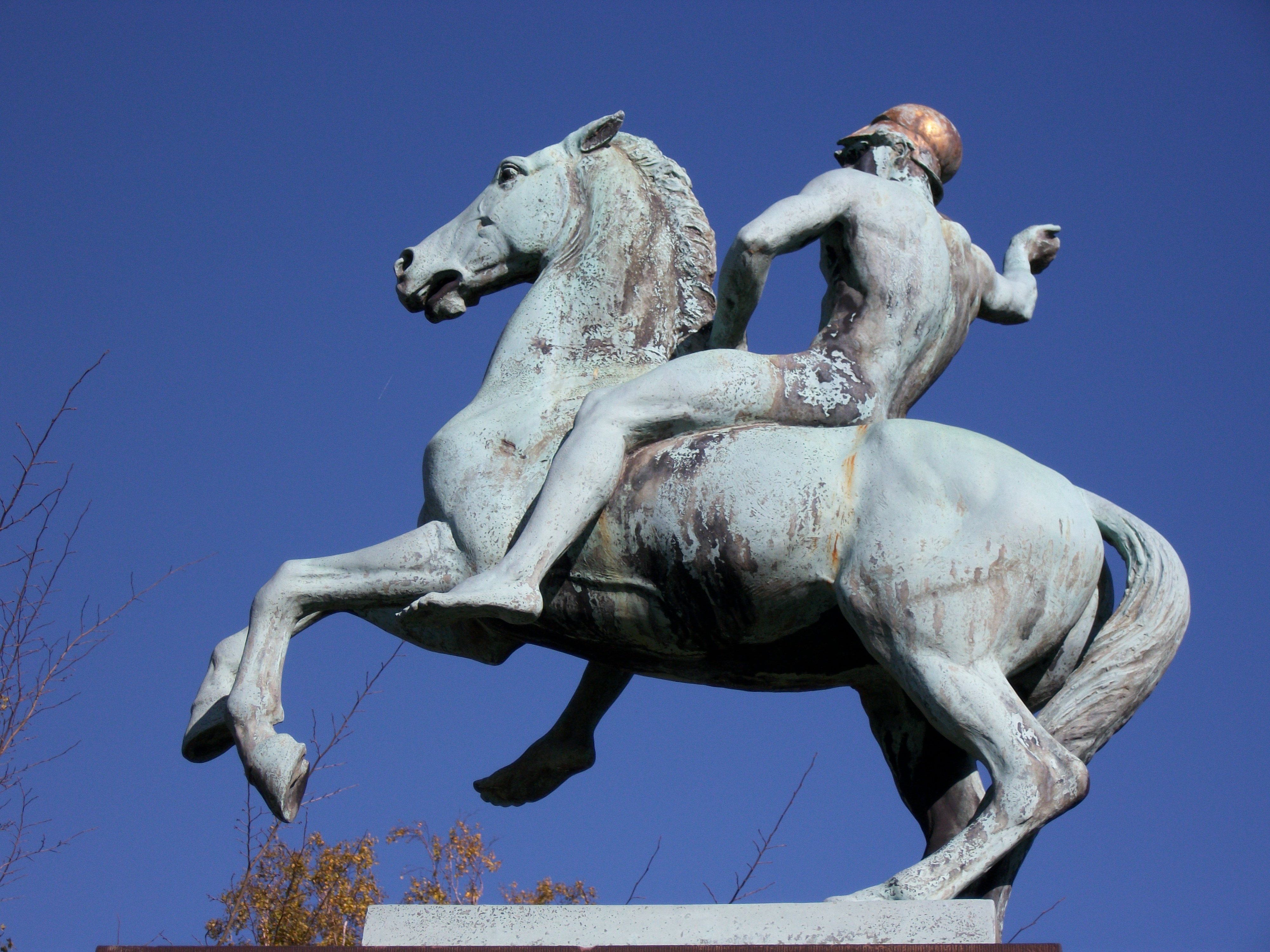
Ulanendenkmal Saarbrücken 2010
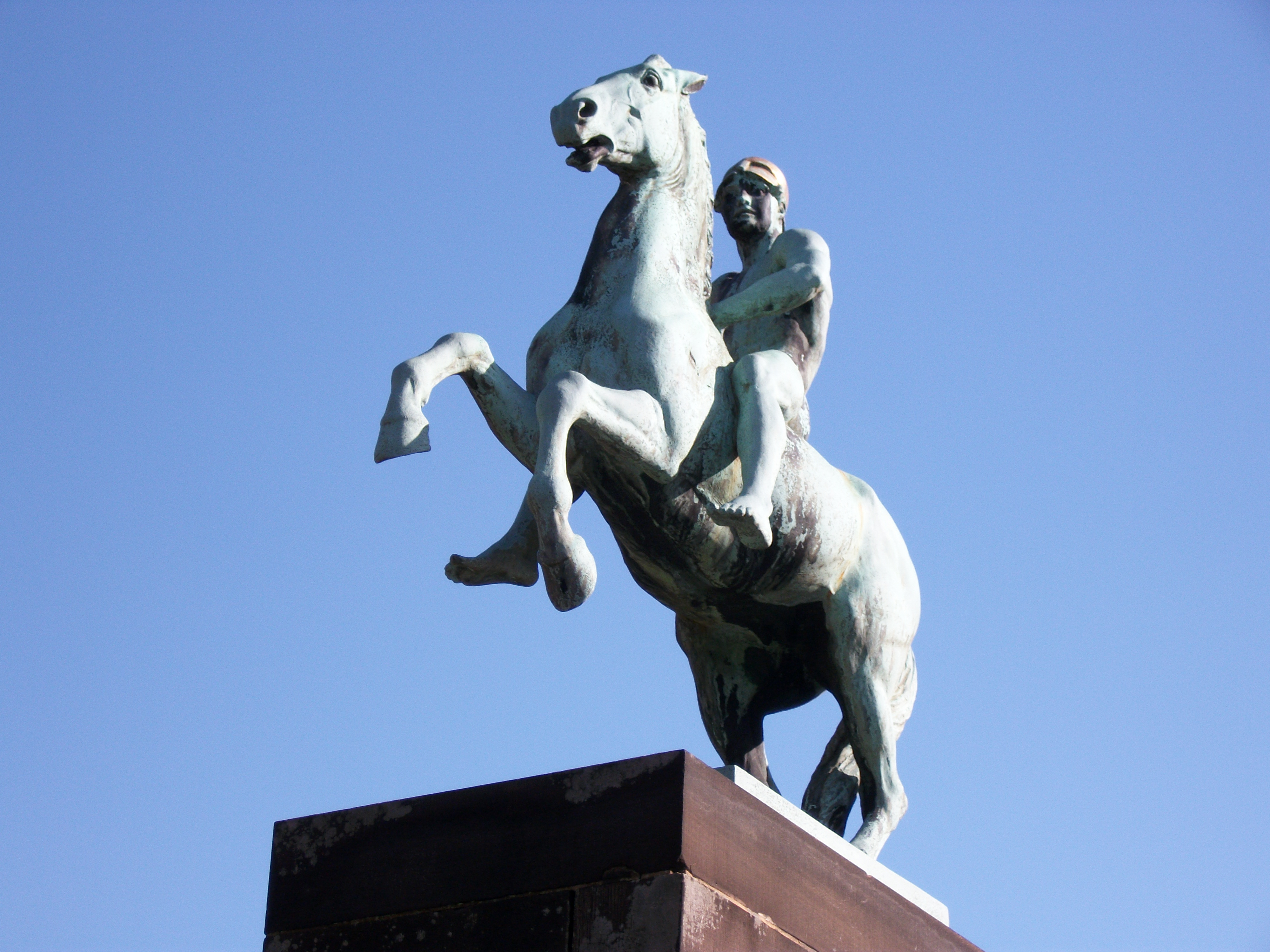
Ulanendenkmal Saarbrücken 2010
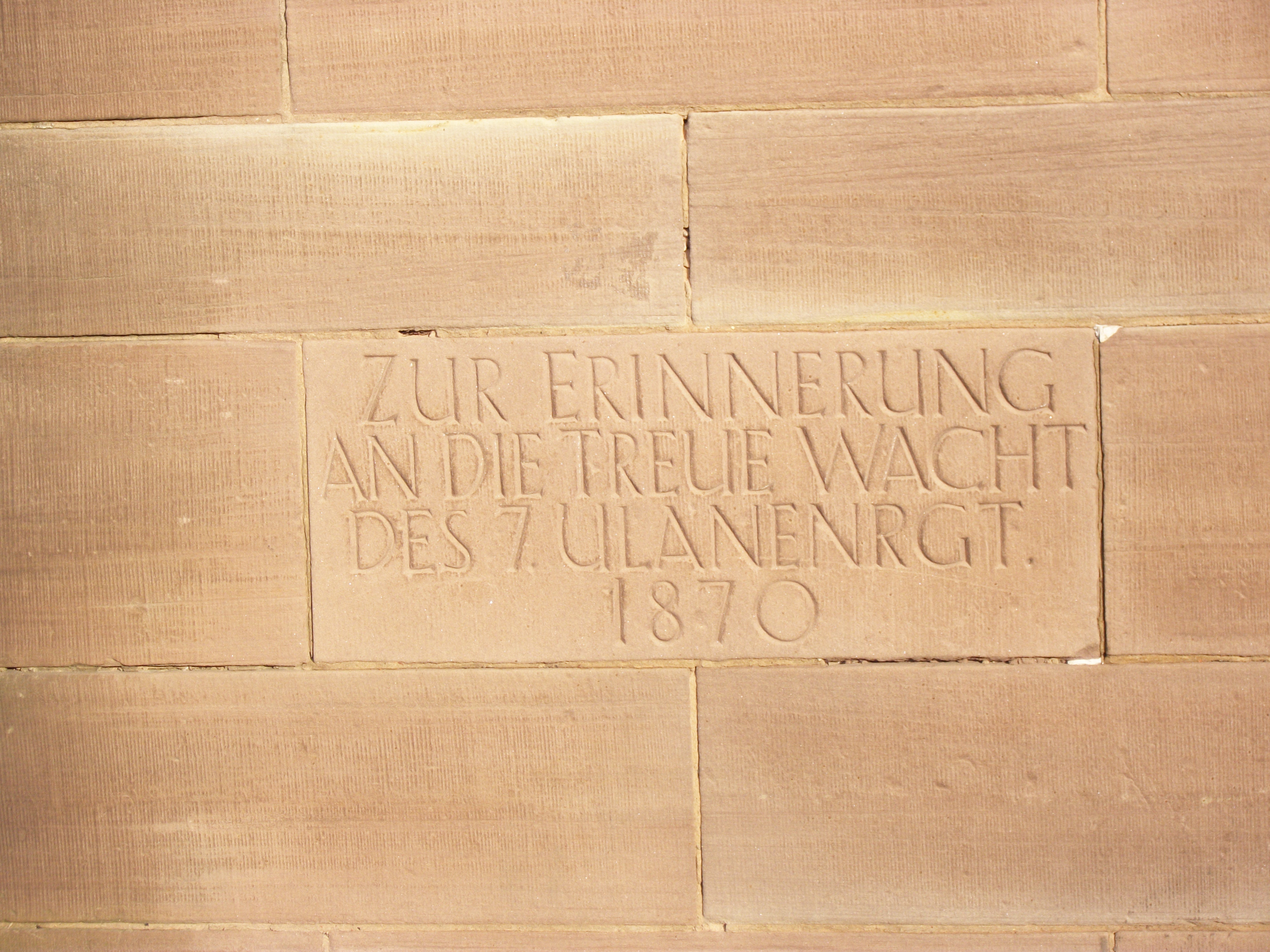
Ulanendenkmal Saarbrücken 2010
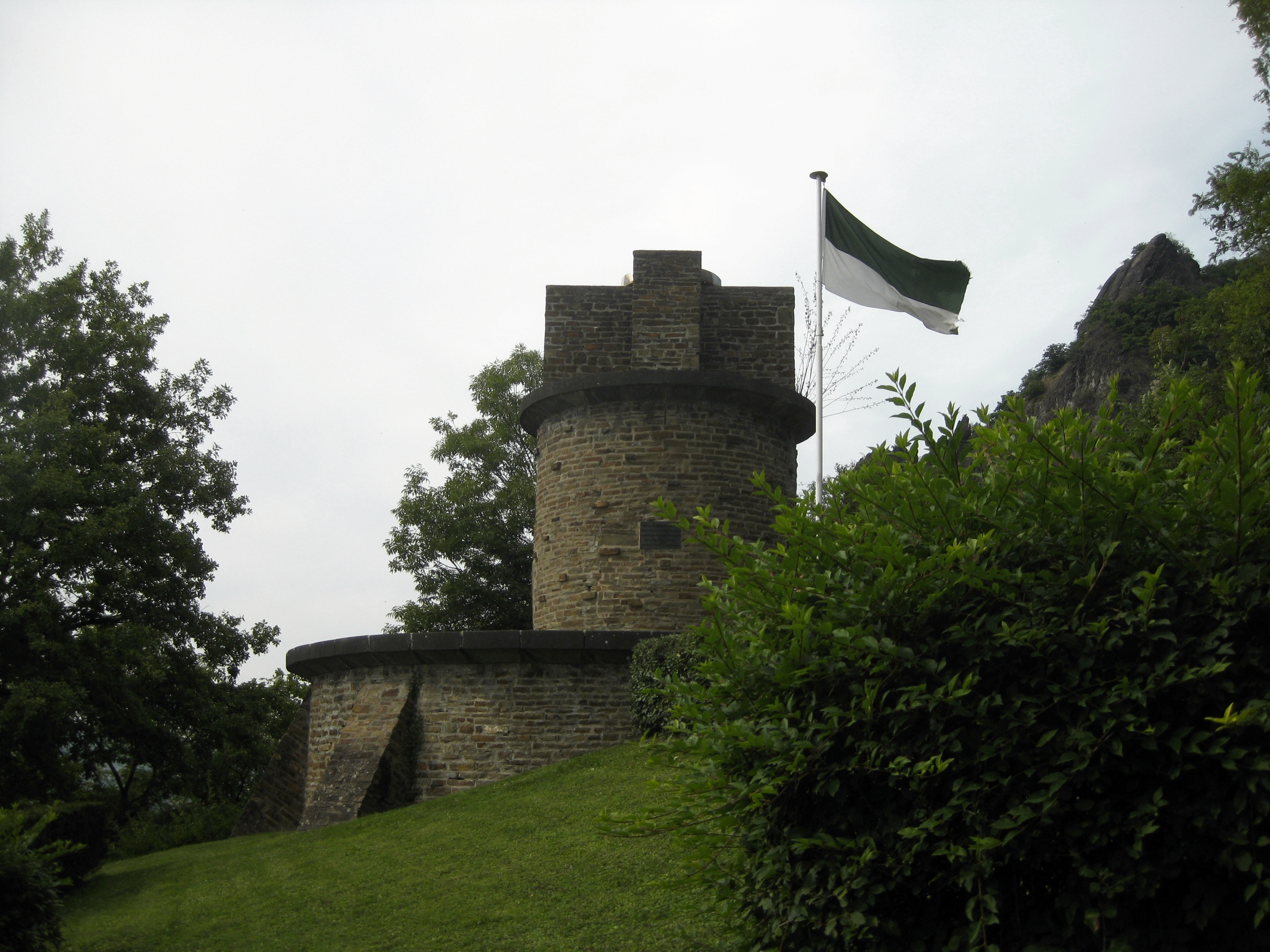
Regimentsdenkmal 1914–18 in Rhöndorf

Das Kriegerdenkmal für die im Ersten Weltkrieg gefallenen Regimentsangehörigen wurde im September 1925 in den Weinbergen von Rhöndorf am Rhein beim Aufstieg zum Drachenfels feierlich enthüllt.

## Beispiele für Reservistika des Regiments

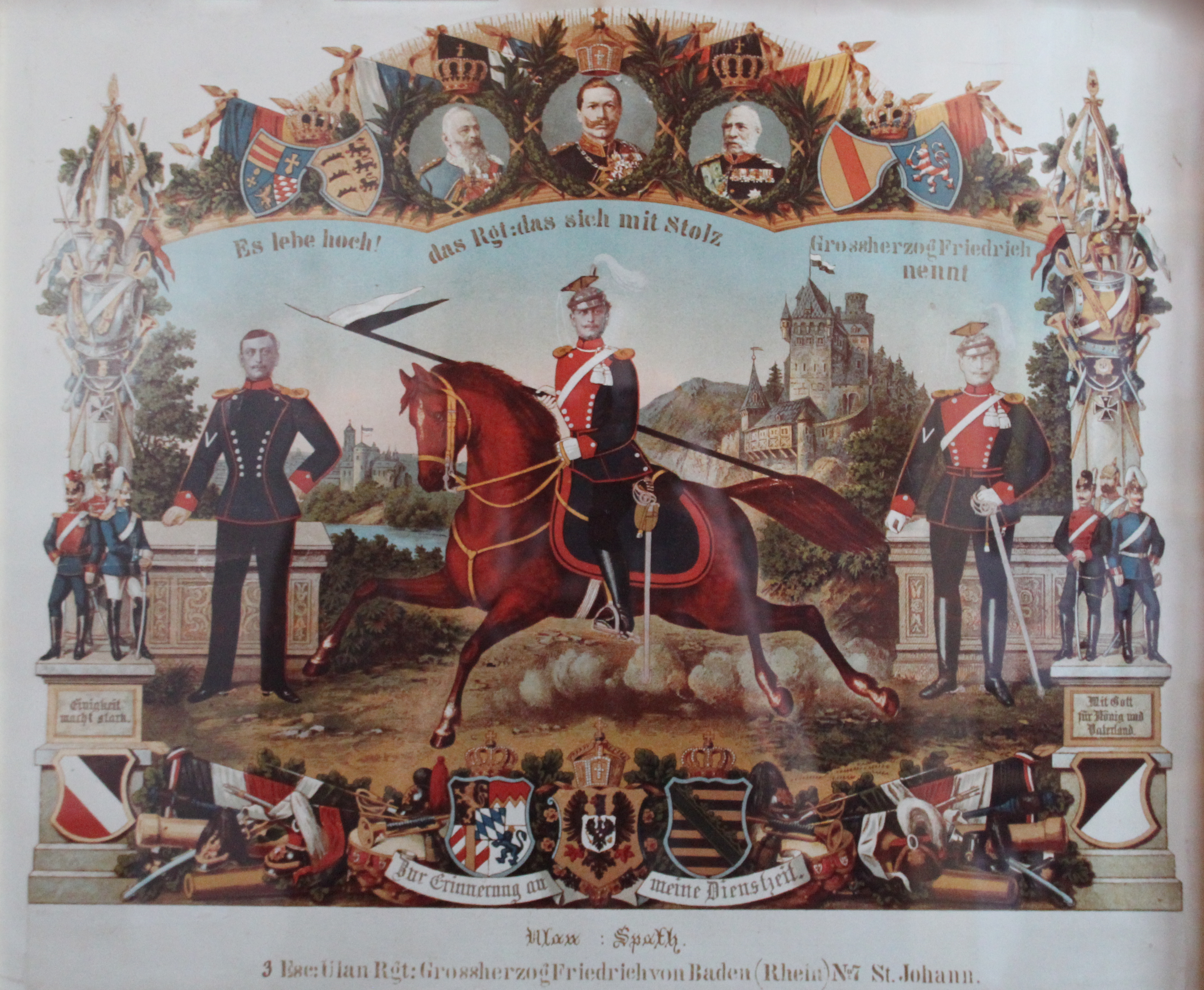
Reservistenbild